# Barga-Mossi (Barga)
Pour les articles homonymes, voir Barga (homonymie).
Ne doit pas être confondu avec Barga-Mossi (Bouroum).
Cet article concerne le village chef-lieu. Pour le département et la commune rurale, voir Barga (département).
Barga-Mossi (également appelé simplement Barga) est un village du département de Barga, dont il est le chef-lieu, situé dans la province du Yatenga et la région du Nord au Burkina Faso. 

## Géographie

### Démographie
- En 2003, le département comptait 29 962 habitants estimés[2].
- En 2006, le département comptait 3 481 habitants recensés[1].

Le village est principalement habité par des Mossi, comme son l'indique son nom officiel (qui le distingue du proche village de Barga-Peulh).

## Santé et éducation
Barga-Mossi dispose d'un centre de santé et de promotion sociale (CSPS), tandis que le centre hospitalier régional (CHR) se trouve à Ouahigouya.